# Nicole Maines
Nicole Amber Maines (Gloversville, 7 de outubro de 1997) é uma atriz, escritora e ativista dos direitos dos transgêneros americana. Antes de sua carreira de atriz, ela foi a demandante anônima no caso do Supremo Tribunal Judicial do Maine Doe v. Unidade Escolar Regional 26, no qual ela argumentou que seu distrito escolar não poderia negar-lhe acesso ao banheiro feminino por ser transgênero. O tribunal decidiu em 2014 que proibir estudantes transgêneros de irem à casa de banho da escola de acordo com a sua identidade de gênero é ilegal, a primeira decisão deste tipo por parte de um tribunal estatal.
Como atriz, Maines interpretou Nia Nal na série de super-heróis da The CW Supergirl (2018–2021) da quarta à sexta temporadas. Ela foi a primeira a retratar uma super-heróina transgênero na televisão americana. Atualmente ela desempenha o papel recorrente de Lisa na segunda temporada de Yellowjackets (2023–presente).

## Juventude e educação
Maines e seu irmão Jonas foram adotados ao nascer como gêmeos idênticos por Kelly e Wayne Maines em 1997; um de seus pais biológicos era primo em segundo grau de Kelly. Embora tenham passado seus primeiros anos em Gloversville, Nova Iorque, eles cresceram em Portland, Maine. Maines foi designada homem ao nascer e começou a mostrar sinais de variação de gênero ainda jovem; quando ela tinha dois anos, Maines teria feito perguntas à mãe como "Quando poderei ser uma menina?" e "Quando meu pênis vai cair?" Ela preferia brincar com brinquedos destinados a meninas e se identificava com personagens femininas de desenhos animados e filmes. A própria Maines disse que sabia que não era um menino com apenas três anos de idade e começou a contar explicitamente à família quem ela era aos quatro anos de idade. Seu irmão, Jonas, aceitou sua identidade de gênero desde muito jovem. Enquanto os dois ainda estavam no ensino fundamental, Jonas teria dito ao pai: “Encare, pai, você tem um filho e uma filha”.
Maines diz que escolheu o nome Nicole (abreviação de Nikki) em homenagem à personagem Nicole Bristow, uma das companheiras de Zoey no programa da Nickelodeon Zoey 101. Ela inicialmente queria ser chamada de Quinn do mesmo programa, mas ela continuou cometendo erros de ortografia ao escrever o nome, então ela escolheu Nicole. Ela escolheu seu nome do meio, Amber, só porque gostou de como soava. Maines só mudou oficialmente seu nome mais tarde por causa da lei do Maine que determina que qualquer mudança de nome deve ser anunciada no jornal, e ela e sua família queriam manter sua identidade privada para sua segurança. O juiz aceitou a petição à lei de mudança de nome, o que significa que Nicole estava isenta de publicar sua mudança de nome em um jornal. Poucos dias depois, ela se tornou oficialmente Nicole Amber Maines.
Em julho de 2015, Maines passou por uma cirurgia de afirmação de gênero na Filadélfia, um mês depois de terminar o ensino médio.
Maines cursou o ensino médio em Portland, na Waynflete School do Maine, e frequentou a Universidade do Maine ao lado de seu irmão Jonas. No entanto, de acordo com seu pai, Maines optou por não retornar no outono de 2018 para continuar atuando.
Maines foi popularizada pelo livro de 2015 Becoming Nicole: The Transformation of an American Family, da escritora do Washington Post, Amy Ellis Nutt, que conta a história de sua família aceitando sua identidade de gênero. Muitos artigos sobre a família Maines foram publicados, muitos deles enfocando como um gêmeo idêntico pode ser transgênero e outro pode ser cisgênero.

### Doe v. Unidade Escolar Regional 26
Maines usou o nome Susan Doe no caso histórico Doe v. Unidade Escolar Regional 26, também conhecido como Doe v. Clenchy. Em 2007, quando Maines estava na 5ª série do ensino fundamental na Asa Adams Elementary School em Orono, Maine, o avô de um colega de classe reclamou do fato de Maines usar o banheiro feminino. Após esse incidente, ela foi impedida de usar o banheiro feminino e forçada a usar o banheiro dos funcionários. Com a ajuda da Comissão de Direitos Humanos do Maine, Maines e a sua família apresentaram uma queixa contra o distrito escolar de Orono, que agora se chama RSU 26, alegando que a escola a estava discriminando. O distrito escolar não tomou nenhuma medida para resolver a reclamação, então a família entrou com uma ação judicial contra o distrito. O caso finalmente chegou à Suprema Corte do estado em Bangor, e os Defensores e Defensores de Gays e Lésbicas de Boston representaram Maines e sua família. Os argumentos orais centraram-se principalmente na tensão entre uma lei aprovada na década de 1920 que exige casas de banho segregadas por género e uma disposição de 2005 na Lei dos Direitos Humanos do Maine que proíbe a discriminação baseada na orientação sexual.
Em junho de 2014, o Supremo Tribunal Judicial do Maine decidiu por 5 a 1 que o distrito escolar violou a Lei de Direitos Humanos do estado e proibiu o distrito de proibir o acesso de estudantes transgêneros a banheiros consistentes com sua identidade de gênero. Maines e sua família receberam uma indenização de US$ 75.000 após o processo de discriminação. Foi a primeira vez no país que um tribunal considerou ilegal forçar um estudante transgênero a usar o banheiro associado ao sexo que lhe foi atribuído no nascimento e a primeira vez que a Suprema Corte do Maine interpretou as emendas à Lei de Direitos Humanos do Maine como proibindo a discriminação baseada na orientação sexual.

## Carreira
Em 2015, Maines e sua família foram tema de Becoming Nicole: The Transformation of an American Family, um livro da escritora do Washington Post, Amy Ellis Nutt. Ele narra a família aceitando o fato de Maines ser transgênero. Em junho de 2015, Maines apareceu no programa Royal Pains da USA Network como uma adolescente trans cujos hormônios podem estar colocando sua saúde em risco. Em 2016, Maines foi um dos 11 indivíduos apresentados em um documentário da HBO intitulado The Trans List. No documentário, Maines e várias outras pessoas contam suas histórias pessoais de serem transgêneros.
Em julho de 2018, foi anunciado que Maines apareceria como personagem regular na quarta temporada da série Supergirl da The CW. Ela apareceu como Nia Nal, uma parente distante do membro da Legião, Dream Girl, e interpretou a primeira super-heroína transgênero na televisão americana. Sua personagem é descrita como uma "mulher comovente com um desejo feroz de proteger os outros". A personagem é uma repórter que Kara mantém sob sua proteção. Ela permaneceria na série até o final em novembro de 2021, e reprisaria o papel em um episódio final da temporada de The Flash em 2023.
Em 2019, Maines estrelou Bit, um filme de terror sobre vampiras queer, ganhando o prêmio de melhor atuação no Outfest Los Angeles LGBTQ Film Festival.
Maines escreveu a estreia em quadrinhos de sua personagem de Supergirl, Nia Nal/Sonhadora, para DC Pride (comics) #1 em 2021. Foi anunciado que ela também escreveria uma série solo sobre a Sonhadora em 2022. Ela co- escreveu também o roteiro da estreia da Sonhadora na história em quadrinhos Superman: Son of Kal-El, que foi lançado em 12 de julho de 2022.
Em 2023, Maines foi escalada como Lisa em um papel recorrente na segunda temporada da série Yellowjackets da Showtime. Sua personagem é uma associada da adulta Lottie que está tentando se recuperar de traumas do passado.

## Filmografia

### Cinema
| Ano  | Título             | Personagem | Notas        |
| ---- | ------------------ | ---------- | ------------ |
| 2016 | The Trans List     | Ela mesma  | Documentário |
| 2017 | Not Your Skin      | Ela mesma  | Documentário |
| 2019 | Bit                | Laurel     |              |
| 2022 | Darby and the Dead | Piper      |              |

### Televisão
| Ano       | Título                                                                  | Personagem        | Notas                                            |
| --------- | ----------------------------------------------------------------------- | ----------------- | ------------------------------------------------ |
| 2015      | Royal Pains                                                             | Anna              | Episódio: "The Prince of Nucleotides"            |
| 2018–2021 | Supergirl                                                               | Nia Nal/Sonhadora | Elenco principal (Temporadas 4-6) 61 episódios   |
| 2020      | Legends of Tomorrow                                                     | Nia Nal/Sonhadora | Episódio: "Crisis on Infinite Earths: Part Five" |
| 2022      | Good Trouble                                                            | Liza Davis        | 4 episódios                                      |
| 2023      | Yellowjackets                                                           | Lisa              | Papel recorrente                                 |
| 2023      | The Flash                                                               | Nia Nal/Sonhadora | Episódio: "Wildest Dreams"                       |
| 2023      | The Freedom to Exist with Elliot Page - A Soul of a Nation Presentation | Ela mesma         | Série documental                                 |

### Videogames
| Ano  | Título                         | Personagem | Notas                          |
| ---- | ------------------------------ | ---------- | ------------------------------ |
| 2021 | Tom Clancy's Rainbow Six Siege | Osa        | Voz, expansão do Crystal Guard |

## Prêmios
| Ano  | Prêmio | Organização Premiadora                          |
| ---- | --- | ----------------------------------------------- |
| 2011 | Roger Baldwin                                                                                              | União Americana pelas Liberdades Civis do Maine |
| 2012 | P.E. Pentlarge                                                                                             | EqualityMaine                                   |
| 2014 | Organização Comunitária                                                                                    | Hardy Girls Healthy Women                       |
| 2014 | Samantha Smith                                                                                             | Maine Women's Fund                              |
| 2014 | Mulher do Ano                                                                                              | Glamour Magazine                                |
| 2015 | Spirit of Matthew Award                                                                                    | Matthew Shepard Foundation                      |
| 2015 | Young Women's Social Justice Award                                                                         | Maryann Hartman Awards                          |
| 2016 | Excelente episódio individual para uma série sem personagem LGBT regular                                   | 27th GLAAD Media Awards                         |
| 2018 | Visibility Award                                                                                           | Human Rights Campaign of Chicago                |
| 2019 | Andy Cray Award for Health & Youth Advocacy                                                                | Trans Equality Now                              |
| 2019 | Grand Jury Prize de Melhor Performance                                                                     | Outfest                                         |
| 2019 | Melhor atriz coadjuvante ou convidado interpretando um personagem LGBTQ+ em uma série de ficção científica | Autostraddle's Second Annual Gay Emmys          |
| 2020 | Upstander Award                                                                                            | Human Rights Campaign                           |
| 2023 | GLAAD Media Award de Melhor História em Quadrinhos (Superman: Son of Kal-El)                               | GLAAD Media Awards                              |